# كولين راتوشنياك
كولين راتوشنياك (بالإنجليزية: Colin Ratushniak)‏ (من مواليد 18 أغسطس 1985) هو سياسي ومتزلج محترف على الجليد كندي ظهر في البرنامج التلفزيوني الرقص على الجليد في عام 2011، مع شريكة التزلج الشهيرة لورا هاميلتون. حصل راتوشنياك في سبتمبر 2012 على تأشيرة لمدة عامين وانتقل إلى المملكة المتحدة للتركيز على بناء مستقبل مهني في الإنتاج التلفزيوني. تم انتخابه في نوفمبر 2020 كرئيس لبلدة لا رونج بمقاطعة ساسكاتشوان.

## النشأة
وُلِد راتوشنياك في غيلام، مانيتوبا في كندا وبدأ التزلج على الجليد في سن الثانية. لعب هوكي الجليد حتى بلغ من العمر 12 عامًا، وعندها بدأ في الانتقال من لعب الهوكي إلى التزلج على الجليد. واصل التدريب وبدأ حياته المهنية التنافسية بعدما انتقلت عائلته إلى براندون.

## المسيرة المهنية التنافسية
كان راتوشنياك بطل الرجال المبتدئين بين عامي 1998 و2002 في مقاطعة مانيتوبا. كما فاز بالميدالية البرونزية قبل المبتدئين في البطولة الوطنية للناشئين في عام 2000.

### مهنة التزلج المهنية

#### 2003-2010
تحول راتوشنياك إلى محترف بعد تخرجه من المدرسة الثانوية في عام 2003، وانضم إلى شركة فيلد للترفيه للتزلج في إنتاج ديزني على الجليد الذي نال استحسان النقاد، وقام بجولة في المملكة المتحدة في عام 2008 مع عرض «هاي سكول ميوزيكال». واصل جولته على مدار السنوات الثماني التالية، حيث عمل مع أسماء بارزة مثل راند برودكشنز وكارين كريسغي برودكشنز، وقدم عروضا في أكثر من 50 دولة و 500 مدينة رئيسية عبر 5 قارات. كما طور مهاراته كمتزلج ثنائي خلال هذا الوقت، حيث تعاون مع أماندا فرانك وإيزابيل غوتييه. أجرى راتوشنياك أول رقص خلفي على الجليد عندما كان عمره 24 في عام 2010.
| السنة     | العرض                           | الدولة     |
| --------- | ------------------------------- | ---------- |
| 2010      | سبيلباوند على الجليد            | هونغ كونغ  |
| 2010      | سنوبي روكس على الجليد           | كندا       |
| 2010      | بدائي                           | كندا       |
| 2010      | السحر على الجليد                | المكسيك    |
| 2009      | أوديسية الجليد                  | هونغ كونغ  |
| 2009      | صيف لا نهاية له على الجليد      | كندا       |
| 2003–2008 | شركة المرعبين المحدودة          | حول العالم |
| 2003–2008 | 100 عام من السحر                | حول العالم |
| 2003–2008 | هاي سكول ميوزيكال – جولة الجليد | حول العالم |

#### 2011

##### الرقص على الجليد
دخل راتوشنياك لأول مرة في عالم التلفزيون وقت الذروة في يناير 2011 عندما ظهر كمتزلج محترف في الموشن السادس من البرنامج التلفزيوني الرقص على الجليد في المملكة المتحدة مع شريكته لورا هاميلتون وظن عديد المشاهدين مبكرا بأنهما سيفوزان في نهاية المسلسل. ولكنهما أنهيا المسلسل في المركز الثاني في الموسم لصالح بريان ديلكورت وسام أتواتر واستمروا في الأداء في مدن في جميع أنحاء المملكة المتحدة في الرقص على الجليد الجولة الحية.

##### ما وراء برودواي
قدم راتوشنياك في أغسطس وسبتمبر 2011 عرضًا جنبًا إلى جنب مع بطلة التزلج الأولمبية على الجليد جواني روشيت في عرض ماوراء برودواي في المعرض الوطني الكندي. وقدموا عرضًا مع الشريك المحترف إيزابيل غوثير، وتزلجوا على أغنية «فصول الحب» من مسرحية برودواي الموسيقية رانت، بالإضافة إلى انضمامهم لبقية الممثلين في أعمال روتينية أخرى.

##### تروبيكانا - جولة العاطفة
شهدت نهاية عام 2011 وبداية عام 2012 أداء راتوشنياك في عرض عطلة على الجليد، تروبيكانا. بدأ العرض من ديسمبر 2011 وانتهى في فبراير 2012 في جميع أنحاء هولندا والمملكة المتحدة، وقد صممه البطل الأولمبي روبن كوزينز وصممه وموسيقى مميزة للمغني باري مانيلو. تم عرض العرض لأول مرة في آيندهوفن واستمر عرضه في أمستردام وماستريخت وأوترخت وزفوله وبرايتون وبيتربرة وكارديف وإكستر.

#### 2012

##### التزلج على برودواي
سافر راتوشنياك في مارس 2012 إلى إيراباوتو في المكسيك لأداء في إنتاج أوتشا أتايدي إنترتايمنت من التزلج على برودواي. قام فريق الممثلين في العرض بأداء مجموعة مختارة من الأغاني من مسرحيات برودواي الموسيقية مع أخذ راتوشنياك دور البطولة في رانت، والملك الأسد. عاد إلى المكسيك في أبريل 2012 ومرة أخرى في يونيو 2012 لأداء العرض في مدينتي فيلاهيرموسا ودورانغو على التوالي. وتولى بعدها دورًا إضافيًا كمدير الشركة، حيث كان مسؤولاً عن تنسيق جميع جوانب إنتاج العرض.

##### عروض نادي كيبك
انضم راتوشنياك بين عروضه في المكسيك مع الشريكة المحترفة إيزابيل غوثير مرة أخرى لأداء كضيوف في العروض السنوية لنوادي التزلج في كيبيك. بالإضافة إلى روتين مواسم الحب الخاص بهم من عرض «ماوراء برودواي»، قام راتوشنياك وغوتييه بأداء روتين جديد صمموه خصيصًا للعروض، وتزلجا على أغنية «التحركات مثل جاغر». أقيمت العروض في نوادي التزحلق على الجليد في شارني وأبيناكيس ولاك ميغانتيك.

##### روك على الجليد
قدم راتوشنيك أداءً في إنتاج عرض «روك على الجليد »، وهو عرض تم تشغيله جنبًا إلى جنب مع إنتاج عرض «التزلج على برودواي». وانضم إلى فريق الممثلين في المشاركة في العرض في مدينتي فيلاهيرموسا ودورانغو في المكسيك، حيث كان يؤدي دور عازف منفرد وعضو في الفرقة لأغاني من أساطير موسيقى الروك بما فيهم زي زي توب وفان هالن وبينك فلويد وكوين. شمل دوره كمدير للشركة أثناء وجوده في دورانغو كلا العرضين.

##### حفلة الجليد لكيران براكين
قدم راتوشنياك بعد الانتقال إلى المملكة المتحدة بشكل دائم في سبتمبر 2012 عرضًا لأول مرة مع المتزلج المحترف باتي بيتروس في حفلة الجليد في كيران براكن في بلاكبول. أقيم العرض في الفترة من 1 إلى 3 نوفمبر مع روتين تزلج أزواج من راتوشنياك وبيتروس جنبًا إلى جنب مع المتزلجين المحترفين الآخرين كارين باربر ودانييل ويستون وبريان ديلكورت.

##### نجوم على الجليد أستراليا
سافر راتوشنياك في نوفمبر 2012 إلى سنغافورة لأداء عروض حفل الكريسماس في نجوم على الجليد أستراليا غالا عيد الميلاد التي أقيمت في ساحة نوفينا. وأدى العرض كمغني منفرد بالإضافة إلى مغني بشكل زوجي. استمر العرض من 24 نوفمبر حتى 23 ديسمبر.

#### 2013

##### مشاهير على الجليد
قدم عرضًا جنبًا إلى جنب مع الممثل التلفزيوني شيكو سليماني، أسطورة الرغبي الإنجليزي كيران براكين، ونجم مسارح وست اند راي كوين ونجم الجليد الروسي، لعب راتوشنياك دور البطولة في برنامج مشاهير على الجليد في يناير 2013. أقيم في بيتربورو أرينا من 25 إلى 27 يناير، استضاف العرض كريستوفر بيجينز. بدأ العرض بعد ذلك في جولة على في جميع أنحاء المملكة المتحدة من أبريل حتى يونيو 2013 حيث أدى إلى جانب مشاهير الرقص على الجليد بيث تويدل وماثيو لابينسكاس و غارث توماس والمتزلجين المحترفين دانيال ويستون وبريان ديلكور وجينا نيكول سميث.

##### نجوم على الجليد أستراليا
أنهى راتوشنياك السنة بالعودة إلى سنغافورة ليؤدي مرة أخرى في عروض فيلوسيتي كريسماس التي أقيمت في ميدان نوفينا. استمر العرض نجوم على الجليد أستراليا من إنتاج نجوم على الجليد أستراليا، في الفترة من 26 نوفمبر إلى 22 ديسمبر وشمل مزيجًا من الموسيقى الشعبية وأغاني عيد الميلاد الكلاسيكية التي يؤديها فريق من ثلاثة متزلجين محترفين.

#### 2014

##### تزلج في المدينة
أقيم في برودغايت آيس رينك واستضافه مطار لندن ساوث اند، قدم راتوشنيك عرضًا جنبًا إلى جنب مع لاعب الرغبي الإنجليزي ونجم الرقص على الجليد كيران براكين ومتسابق ذا إكس فاكتور شيكو سليماني والممثل في إيست إندرز ومتسابق الرقص على الجليد مات لابينسكاس، ونجوم الجليد الروسية في تحدي واحد في حدث في الهواء الطلق بعنوان تزلج في المدينة.

##### عرض فال بيلير غالا
تم لم شمل راتوشنياك مع شريك التزلج المحترف إيزابيل غوتير في 5 أبريل لتقديم عرض قال بيلار غالا في كيبك. تزلج الشريكان على روتين مواسم الحب والتحرك مثل جاغر في العرض؛ وهو أول عرض مشترك لهما منذ مارس 2013.

## فيلموغرافيا
| السنة | الشهر  | العنوان          | الوكالة        |
| ----- | ------ | ---------------- | -------------- |
| 2013  | نوفمبر | الحب ينتصر دائما | الكل في الخارج |

## الإنتاج التلفزيوني
| الابرنامج                           | الدور                  | الشركة              | القناة                    |
| ----------------------------------- | ---------------------- | ------------------- | ------------------------- |
| كندا تغني                           | موهبة رانغلر           | إنسايت برودغشنز     | شركة غلوبال التلفزيونية   |
| جوائز جونو 2012                     | مساعد إنتاج            | إنسايت برودكشنز     | سي تي في كندا             |
| معركة الشفرات                       | مدير أرضية العرض       | شبكة سي بي سي       | سي تي في كندا             |
| أنت والمليون (برنامج)               | متسابق                 | إندوميل             | القناة الرابعة البريطانية |
| القرار الكبير                       |                        | تلفزيون أر دي اف    | القناة الرابعة البريطانية |
| ذي بريت ليست                        | باحث جديد              | مايتي فاين برودغشنز | بي بي سي أمريكا           |
| جوائز اليانصيب الوطني               | متسابق                 | بي بي سي            | بي بي سي الأولى           |
| هودز مع ريتا أورا                   | الشخص الذي يجري        | إم تي في أمريكا     | إم تي في                  |
| نساء أحرار                          | مساعد مدير أرضية العرض | آي تي في ستوديوز    | آي تي في                  |
| سيلبريتي بيغ براذرز بيت أون ذي سايد | باحث                   | إندوميل             | القناة الخامسة البريطانية |
| 8 من 10 قطط                         | مدير الاستوديو         | زيب                 | القناة الرابعة البريطانية |
| نساء كرة السلة                      | مساعد الإطار المكاني   | شيد ميديا           | في إتش 1                  |
| بيغ براذرز بيت أون ذي سايد          | باحث                   | إندوميل             | القناة الرابعة البريطانية |
| معركة الشفرات                       | منتج                   | إنسايت برودكشنز     | شبكة سي بي سي             |
| سيلبريتي بيغ براذر بيت أكون ذي سايد | باحث                   | إدمونتيل            | القناة الرابعة البريطانية |
| زواجي المثلي:الحفلة الموسيقية       | أي بي (تصوير ذاتي)     | وينغسبان برودغشنز   | القناة الرابعة البريطانية |
| 30 يوما من الجمال                   | مساعد إنتاج            | فلار                | كندا                      |
| باركليز - النسور الرقمية"           | مساعد إنتاج            | بولس فيلمز          | عدة أدوار                 |

## السياسة
تم انتخاب راتوشنياك رئيس بلدية لبلدة لا رونج في مقاطعة ساسكاتشوان في نوفمبر 2020، مما جعله أول رئيس بلدية مثلي الجنس في تاريخ لا رونج.

## هوايات أخرى
راتوشنياك طيار مؤهل ومطور عقارات مرخص، وذلك بالإضافة إلى كونه متزلجًا محترفًا على الجليد.